# Temporada 2009 del Campeonato Mexicano de Rally
La temporada 2009 del Campeonato Mexicano de Rally estuvo compuesta de ocho pruebas. Comenzó el 24 de abril con el Rally Sierra del Tigre y finalizó el 4 de diciembre con el Rally Acapulco.

## Calendario
Fuente: CNRM
| N.º | Fecha              | Prueba                  | Otros        |
| --- | ------------------ | ----------------------- | ------------ |
| 1   | 24 - 26 de abril   | Rally Sierra del Tigre  |              |
| 2   | 20 de junio        | Rally Aguascalientes    |              |
| 3   | 9 - 12 de julio    | Rally de las 24 Horas   |              |
| 4   | 15 de agosto       | Rally Sierra Brava      | Regional PAC |
| 5   | 19 de septiembre   | Rally Patrio            |              |
| 6   | 10 de octubre      | Rally Sierra Juárez     | Regional PAC |
| 7   | 7 - 8 de noviembre | Rally de la Media Noche |              |
| 8   | 3 - 4 de diciembre | Rally Acapulco          | Regularidad  |

## Resultados

### Campeonato de Pilotos
Fuente: CNRM
| Pos. | Piloto              | Club  | TIG | AGS | 24H | BRA | PAT | JUA | MDN | ACA | Puntos |
| ---- | ------------------- | ----- | --- | --- | --- | --- | --- | --- | --- | --- | ------ |
| 1    | Ricardo Triviño     | PAC   | 10  | 10  | Ret | Ret | 10  | 10  | 10  | 10  | 60     |
| 2    | Rodrigo Ordóñez     | RAC   | Ret | 8   | 10  | 10  | 8   | 8   | 8   |     | 52     |
| 3    | Fernando Vivanco    | RAC   | 8   | Ret | Des | 8   | Ret | 6   | 6   | 5   | 33     |
| 4    | Victor Pérez        | RAC   | 5   | 6   | Des | 6   | 6   | 3   | 5   |     | 31     |
| 5    | Pablo Gutiérrez     | CAF   | 4   | 5   | 6   | 4   | 1   | 2   | 3   | 1   | 26     |
| 6    | Luis Miguel Abascal | RAC   | 2   | 2   | Ret | 5   | 1   | 1   | 1   | 1   | 13     |
| 7    | Raúl de Alcázar     | CAMAC |     | 3   | Ret | 3   | 2   | 1   | 2   | 1   | 12     |
| 8    | Francisco Name      | RAC   |     |     |     |     | 1   | 4   | Ret | 4   | 9      |
| 9    | Luis Orduña Jr.     | XAC   | Ret | 1   | 3   | 1   | 1   | 1   | 1   |     | 8      |

| Color  | Resultado                               | Color                                   | Resultado                               |
| ------ | --------------------------------------- | --------------------------------------- | --------------------------------------- |
| Oro    | Ganador                                 | Azul                                    | Finalizó la prueba                      |
| Plata  | 2.º lugar                               | Violeta                                 | No terminó (Ret)                        |
| Bronce | 3.er lugar                              | Negro                                   | Descalificado (Des)                     |
| Verde  | Entre los 10 prim.                      | Sin color                               | No participó                            |
| Blanco | Puntuó en otra prueba o categoría (Otr) | Puntuó en otra prueba o categoría (Otr) | Puntuó en otra prueba o categoría (Otr) |

### Campeonato de Navegantes
Fuente: CNRM
| Pos. | Navegante           | Club  | TIG | AGS | 24H | BRA | PAT | JUA | MDN | ACA | Puntos |
| ---- | ------------------- | ----- | --- | --- | --- | --- | --- | --- | --- | --- | ------ |
| 1    | Marco Hernández     | CAMAC | 10  | 10  |     | Ret | 10  | 10  | 10  | 10  | 60     |
| 2    | Mauricio Pimentel   | RAC   | Ret | 8   | 10  | 10  | 3   | 8   | 8   |     | 41     |
| 3    | Jorge Mondragón     | RAC   | 5   | 6   |     | 6   | 6   | 3   | 6   | 5   | 37     |
| 4    | Erick González      | CAF   | 4   | 5   | 6   | 4   | 1   | 2   | 3   | 1   | 26     |
| 5    | Eduardo Cravioto    | RAC   | Ret |     |     |     | 1   | 5   | 5   | 4   | 23     |
| 6    | Antonio Seco        | RAC   | 2   | 2   |     | 5   | 1   |     | 1   | 1   | 12     |
| 7    | Adrian Carmona      | CAMAC |     | 3   | Ret | 3   | 2   | 1   | 2   | 1   | 12     |
| 8    | Alejandro Domínguez | XAC   | Ret | 1   | 3   | 1   | 1   |     |     | 1   | 7      |

### Campeonato de Clubes
Fuente: CNRM
| Pos. | Club                                         | Puntos |
| ---- | -------------------------------------------- | ------ |
| 1    | Rally Automóvil Club, A.C.                   | 242    |
| 2    | Club Automovilístico Morelia, A.C.           | 84     |
| 3    | Puebla Auto Club, A.C.                       | 60     |
| 4    | Club Automovilístico Francés de México, A.C. | 52     |
| 5    | Xinantécatl Automóvil Club, A.C.             | 15     |